# Jette Skive
Jette Skive (født 11. juli 1951) er en dansk politiker for Dansk Folkeparti. Hun er uddannet frisør og har været medlem af Århus Amt (efterfølgende Regionsrådet i Region Midtjylland) siden 1. januar 1997 og medlem af Aarhus Byråd siden 1. januar 2010. Efter kommunalvalget 2013 blev hun valgt som rådmand for Magistratsafdelingen for Sundhed og Omsorg i Aarhus Kommune og blev dermed Dansk Folkepartis første rådmand i kommunen. Jette Skive er fraskilt og har en søn..

## Baggrund
Jette Skive er vokset op i Hammershøj ved Randers i 1950'erne. Hendes far var mejeribestyrer og fik fire børn, hvor Jette Skive var den yngste.
Da Jette Skive gik ud af folkeskolen var hun fastbesluttet på at blive frisør, og hun fik en læreplads ved en frisørsalon i Randers. I 1972 flyttede Jette Skive sammen med sin kæreste til Aarhus, hvor parret efter et par år fik sønnen Bo.
Efter 33 år som frisør blev Jette Skive sygemeldt pga. stærke smerter som følge af sit job. I 2000 stoppede hun, og efter en sygdomsperiode blev hun ansat i fleksjob i Aarhus Kommune som kontorassistent. I 2009 fik Jette Skive konstateret halskræft, og efter et behandlingsforløb på ni måneder blev hun erklæret rask.

## Politisk karriere
Jette Skives politiske liv startede i 1996, hvor hun blev skilt og hendes søn flyttede hjemmefra. Efter opfordring fra sin mor, meldte Jette Skive sig ind i det nystiftede Dansk Folkeparti. Efter kort tid i partiet mødte hun Birthe Skaarup, der er mor til et af Dansk Folkepartis stiftere, Peter Skaarup. Jette og Birthe blev hurtigt gode veninder. Birthe Skaarup tog Jette Skive med til en masse politiske møder, og indenfor kort tid blev Jette Skive den første formand for Dansk Folkepartis lokalafdeling i Aarhus. Det var også Birthe Skaarup, der opfordrede Jette Skive til at stille op til byråds- og amtsrådsvalget i 1997, som blev Jette Skives første gang på en stemmeseddel til et valg. Ved byråds- og amtsrådsvalget i 1997 blev Jette Skive ikke valgt til Aarhus Byråd, men hun fik derimod en plads i det daværende Århus Amt. Jette Skive er efterfølgende blevet genvalgt til alle valg til Århus Amt og efterfølgende Regionsrådet i Region Midtjylland. Efter valget i 2013 trak Jette Skive sig fra Regionsrådet, fordi hun blev valgt som Rådmand i Aarhus Byråd.
Ved kommunalvalget i 2005 fik Dansk Folkeparti et mandat i Aarhus Byråd. Her fik Jette Skive flest personlige stemmer på Dansk Folkepartis liste, men da partiet havde valgt at opstille med partiliste, gik det ene mandat til partiets spidskandidat Niels Brammer.
Ved kommunalvalget i 2009 blev det Jette Skives tur til at blive valgt til Aarhus Byråd. Her fik Dansk Folkeparti to mandater, hvor spidskandidat, Lars Skov, og Jette Skive, der var nummer to på partiets liste, blev valgt.
Efter noget tid blev Dansk Folkepartis byrådgruppe halveret, da Lars Skov meldte sig ud af partiet og blev løsgænger efter kontroverser med partiets hovedbestyrelse. Jette Skive blev dermed ene mand for Dansk Folkeparti, og hun blev det første medlem af Dansk Folkeparti, der sad en hel byrådsperiode for partiet.
Ved kommunalvalget d. 29. november 2013 fik Jette Skive 4.238 personlige stemmer i Aarhus Kommune, hvilket betød, at hun var den DF-politiker ved valget, der fik 4. flest personlige stemmer i hele Danmark. For Dansk Folkeparti var valget også en succes. Partiet gik 47,7 % frem i forhold til kommunalvalget i 2009, og det valgresultat udløste to mandater til Dansk Folkeparti i Aarhus Byråd, hvor Jette Skive fik selskab af Knud N. Mathiesen.
Ved kommunalvalget d. 21. november 2017 oplevede Dansk Folkeparti i Århus en lille tilbagegang i stemmer svarende til 0,9 %. På trods af dette gik Jette Skive frem i antallet af personlige stemmer sammenlignet med kommunalvalget i 2013 og fik 5.058 personlige stemmer ved valget i 2017. Dansk Folkeparti fastholdt sine to mandater i Århus Byråd og Jette Skive kunne fortsætte som Rådmand for Sundhed og Omsorg i Århus Kommune.
I januar 2018 kom det frem, at Jette Skive blev indstillet som ny formand for KL's Social- og Sundhedsudvalg. Dermed blev Jette Skive den første fra Dansk Folkeparti til at besidde en formandspost i KL og ved Kommunernes Landsforenings topmøde i marts blev Jette Skive formelt valgt som formand for Social- og Sundhedsudvalget.
Skive genopstillede ikke til byrådet i Aarhus ved kommunal- og regionsrådsvalget 2021 og blev ikke genvalgt til regionsrådet, hvorefter hun besluttede at forlade politik med udgangen af 2021.